# Günter Horlbeck
Günter Horlbeck (* 2. September 1927 in Reichenbach im Vogtland; † 25. September 2016 in Leipzig) war ein deutscher Maler und Grafiker.

## Leben
Von 1942 bis 1947 absolvierte Horlbeck eine durch den Einzug zur Wehrmacht und die Teilnahme am Zweiten Weltkrieg unterbrochene Ausbildung zum Lithografen. Danach studierte er bis 1951 an der Hochschule für Grafik und Buchkunst in Leipzig. Zu seinen Lehrern zählten Walter Arnold, Max Schwimmer und Ernst Hassebrauk. Für ein Jahr als freischaffender Künstler in Leipzig tätig, begann er 1952 eine Lehrtätigkeit an der Hochschule für Bildende Künste in Dresden, ist aber – nicht nur wegen des Wohnortes – als Leipziger Maler zu werten. 1965 wurde er zum Professor für Grafik und 1967 zum Professor und Leiter der Fachklasse Malerei und Grafik ernannt. 1993 erfolgte seine Emeritierung.
Horlbeck war von 1951 bis 1990 Mitglied des Verbands Bildender Künstler der DDR. Er hatte in der DDR und im Ausland eine bedeutende Zahl von Einzelausstellungen und Ausstellungsbeteiligungen, u. a. von 1958 bis 1988 von der Vierten Deutsche Kunstausstellung bis zur X. Kunstausstellung der DDR.
Entstammend der gleichen Generation wie Wolfgang Mattheuer malte er nicht figürlich, gegenständlich und ist deshalb nicht der Leipziger Schule zuzurechnen. Seine Werke sind dem abstrakten Expressionismus zuzuordnen. Zu seinen Vorbildern zählten Max Beckmann, Pablo Picasso und Wassily Kandinsky.

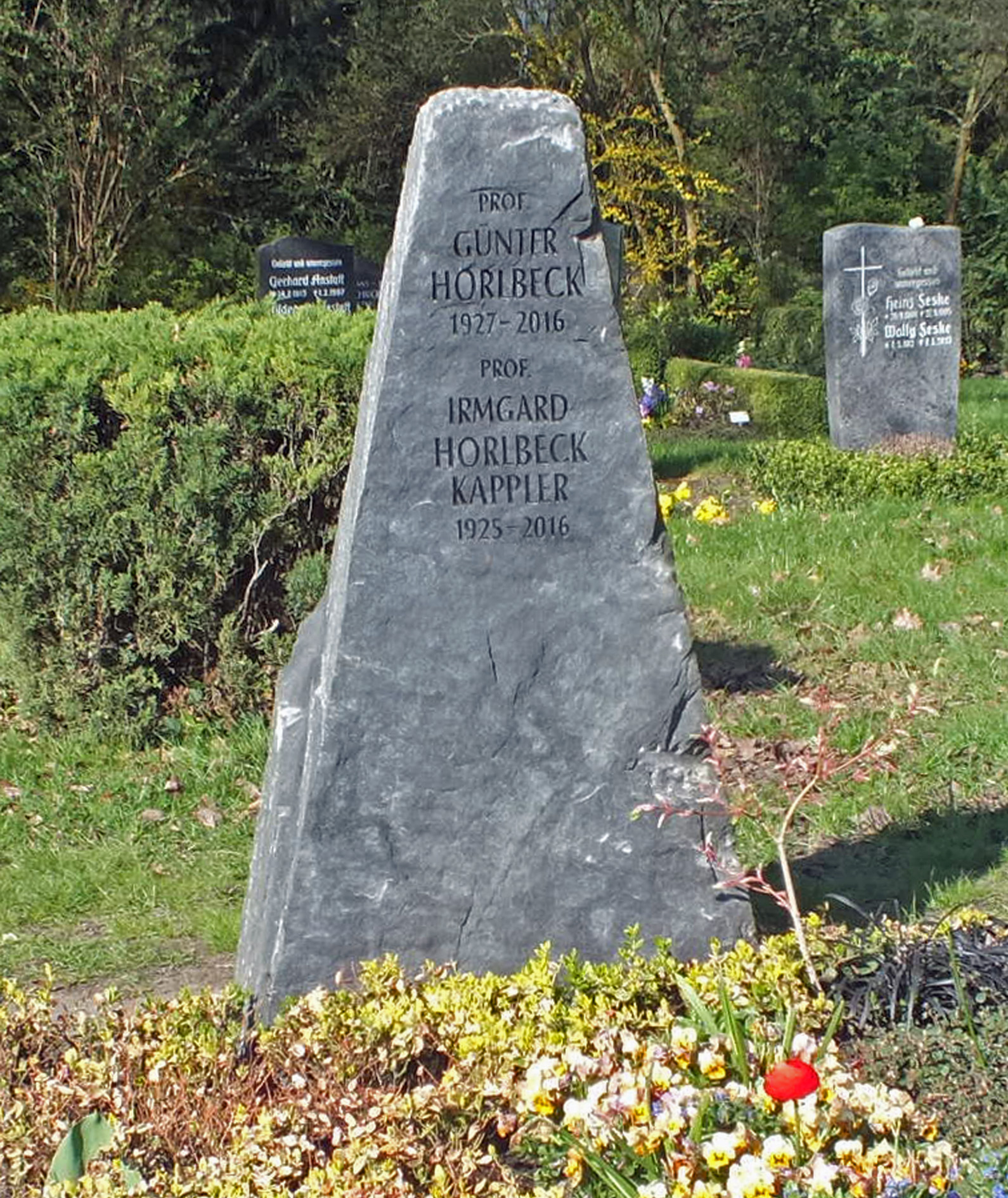
Die Grabstätte

Eines seiner bekanntesten Werke ist das 1989 unter dem Eindruck der Friedlichen Revolution in Leipzig entstandene Werk Engel über der Stadt, welches der Künstler der dortigen Katholischen Propsteigemeinde schenkte.
2002 übergab der Maler dem Museum der bildenden Künste in Leipzig ein Konvolut seiner Arbeiten, bestehend aus Werken aller Genres und Zeiten: 14 Gemälde und 186 Werke auf Papier. Kurz vor seinem Tod erhielt das Museum weitere 300 Arbeiten.
Bücher über die Stiftung an das Museum der bildenden Künste, über die Malerei und die Zeichnungen Günter Horlbecks sind erschienen im Passage-Verlag.
Der Maler war verheiratet mit der Grafikerin Irmgard Horlbeck-Kappler. Beider Grab befindet sich auf dem Südfriedhof in Leipzig.

## Auszeichnungen
- 1966: Graphik-Biennale Brünn, Preisträger im Fach Grafik für künstlerische Einbandgestaltung
- 1980: Kunstpreis der Stadt Leipzig
- 1989: Kunstpreis der DDR[2]

## Mitgliedschaften
- 1952–1990 Verband Bildender Künstler der DDR

## Ausstellungen seit der deutschen Wiedervereinigung
- 1999: Leipzig, Universität Leipzig/Kroch-Haus
- 2003: Granitz, Jagdschloss Granitz, und Leipzig
- 2006: Reichenbach, Neuberin-Museum
- 2007: Dresden, Stadtmuseum Dresden

## Buchillustrationen
- Johann Wolfgang von Goethe: Alexis und Dora; VEB E.A. Seemann Verlag, Leipzig, 1957
- Aristophanes: Der Frieden. In der Bearbeitung von Peter Hacks; Verlag Philipp Reclam jun. Leipzig, 1965
- Johannes R. Becher: Hymne an die Schönheit. VEB E.A. Seemann Verlag, Leipzig 1974. (Bibliophile Ausgabe mit 15 ganzseitigen Lithografien, 1000 signierte Exemplare)
- Christian Morgenstern: Neue Bildungen, der Natur vorgeschlagen. Eine Auswahl. Verlag Philipp Reclam jun. Leipzig, 1978 (mit 12 Zeichnungen und 9 Radierungen)

## Öffentliche Sammlungen und Museen mit Werken Horlbecks (unvollständig)
- Klassik Stiftung Weimar, Neues Museum Weimar
- Kunstsammlungen Chemnitz
- Thüringer Museum, Eisenach
- Stadt- und Bergbaumuseum Freiberg
- Klingspor-Museum, Offenbach am Main
- International Center for the Typographic Arts, New York
- Kunsthalle Rostock
- Museum der bildenden Künste, Leipzig
- Kunsthalle der Sparkasse Leipzig[3]
- Galerie Neue Meister, Dresden[4]
- Kunstfonds des Freistaats Sachsen[4]